# لازار
لازار (بالإنجليزية: Lazard)‏ (المعروفة سابقًا باسم Lazard Frères & Co) هي شركة استشارات مالية وإدارة الأصول تعمل في مجال الخدمات
المصرفية الاستثمارية والخدمات المالية الأخرى بشكل أساسي مع العملاء المؤسسيين. وهو أكبر بنك استثماري مستقل في العالم، وله مكاتب تنفيذية رئيسية في مدن نيويورك وباريس ولندن.
تأسست لازار عام 1848 وتعمل من أكثر من 40 مدينة في 25 دولة في أمريكا الشمالية وأوروبا وآسيا وأستراليا وأمريكا الوسطى والجنوبية. تقدم الشركة المشورة بشأن عمليات الاندماج والاستحواذ، والمسائل الاستراتيجية، وإعادة الهيكلة وهيكل رأس المال، وجمع رأس المال وتمويل الشركات، فضلاً عن خدمات إدارة الأصول للشركات والشراكات والمؤسسات والحكومات والأفراد.